# موسیقی بازی ویدئویی
موسیقی بازی ویدئویی (به انگلیسی: Video game music) هرکدام از موسیقی‌های متن و موسیقی‌های پیش‌زمینه ساخته‌شده برای یک بازی ویدئویی را در بر می‌گیرد. این موسیقی‌ها می‌تواند طیفی از موسیقی‌ها و ملودی‌های آرام تا قطعاتی سریع را شامل گردد. این موسیقی‌ها با دستگاه‌ها و ابزارهای نواخت آهنگ گوناگونی تهیه می‌گردد که بسته به تخصص آهنگساز مورد استفاده قرار می‌گیرد. روند تهیه و ساخت موسیقی برای بازی‌های رایانه‌ای در کنار ساخت و طراحی بازی‌ها دچار پیشرفت شده‌است. بدین‌ترتیب بازی‌های قدیمی دارای آهنگ‌های قدیمی‌تر و ساده‌تری بودند که با ریتمی ابتدایی عرضه می‌شدند؛ این درحالی است که در سال‌های گذشته روند ساخت موسیقی برای بازی‌های رایانه‌ای بسیار پیشرفت نموده‌است، به‌طوری‌که برای این منظور از گروه‌ها و تیم‌ها تخصصی در زمینه طراحی موسیقی بازی استفاده می‌گردد. این افراد که به‌طور ویژه در موضوع ساخت قطعات موسیقی تمرکز دارند، مجموعه‌ای از موسیقی‌های متن و آهنگ‌های پیش‌زمینه را با رعایت اصول حرفه‌ای صداگذاری و هماهنگ با داستان و روند بازی طراحی و به اجرا درمی‌آورند.

## هنرمندان سرشناس ایرانی در این حرفه

### فرکیوکو یا FreqCo
او یک اهنگساز در سبک موسیقی نویزی است و با ساخت اهنگ ها و قطعات با فرکانس های بالا مغز را در بازی هایی که غالبا چالشی یا مسابقه ای هستند منحرف میکند.